# トヨタソフトエンジニアリング
株式会社トヨタソフトエンジニアリング（英：Toyota Soft Engineering Inc. 略称：TSE）は、かつて存在したCAD関連のシステム会社である。2001年にトヨタコミュニケーションシステムに統合された。

## 沿革
- 1991年2月 -トヨタ自動車と日本ユニシスとの合弁により、株式会社トヨタソフトエンジニアリングを設立（資本金3億円）。
- 2001年4月 -トヨタシステムインターナショナル、トヨタシステムリサーチ及び当社の3社が合併し、株式会社トヨタコミュニケーションシステムを設立。